# West Yorkshire Association Football League
West Yorkshire Association Football League är en engelsk fotbollsliga baserad i Yorkshire. Den grundades 1928 under namnet Leeds League, men ligan bytte namn 1939. Även klubbar från Harrogate- och York-områdena i North Yorkshire kan vara med.
Ligan har fem divisioner, varav tre för a-lag och två för reservlag, och toppdivisionen Premier Division ligger på nivå 11 i det engelska ligasystemet. Uppflyttning kan ske till Northern Counties East Football League.

## Mästare
| Säsong  | Premier Division            |
| ------- | --------------------------- |
| 2005-06 | Leeds Metropolitan Carnegie |
| 2006-07 | Bardsey                     |
| 2007-08 | Carlton Athletic            |
| 2008-09 | Knaresborough Town          |
| 2009-10 | Bardsey                     |
| 2010-11 | Bardsey                     |

Källa: Officiella webbplatsen

### Webbkällor
Den här artikeln är helt eller delvis baserad på material från engelskspråkiga Wikipedia, West Yorkshire Association Football League, 27 juli 2015.